# Giải bóng đá hạng tư quốc gia Cộng hòa Síp 1985–86
Giải bóng đá hạng tư quốc gia Cộng hòa Síp 1985–86 là mùa giải đầu tiên của giải bóng đá hạng tư Cộng hòa Síp. Giải đấu được chia thành 3 bảng theo khu vực địa lý, đại diện cho Quận Cộng hòa Síp. Các đội vô địch gồm:
- Bảng Nicosia-Keryneia: OXEN Peristeronas
- Bảng Larnaca-Famagusta: Dynamo Pervolion
- Bảng Limassol-Paphos: APEI Ipsona

Ba đội thắng cuộc được thăng hạng Giải bóng đá hạng ba quốc gia Cộng hòa Síp 1986–87. Không có đội nào xuống chơi các giải khu vực.